# 初步證明
初步證明（拉丁語：Prima facie），又稱表面證供，簡稱表證，是拉丁語法學詞彙。法院在受理民案或刑案之前，必先初步審視由案件其中一方（視乎舉證責任誰屬）呈上的文件。初步證明不需要是確鑿或無可辯駁，法院只需考慮案件是否有足夠證據進行全面的審訊。

## 延伸閱讀
- Herlitz, Georg Nils. . Louisiana Law Review. 1994, 55: 391 （英语）.
- Audi, Robert.  Second. Routledge. 2003: 27 （英语）.